# Gelbflossen-Thun

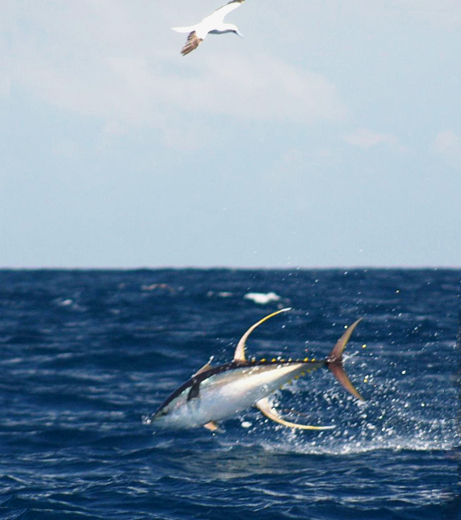
Springender Gelbflossen-Thun

Der Gelbflossen-Thun (Thunnus albacares), auch Ahi genannt, ist eine Thunfischart und ein bedeutender Speisefisch. Er kommt in allen tropischen und gemäßigten Ozeanen und Meeren vor, jedoch nicht im Mittelmeer. International bekannt ist der Fisch vor allem unter dem Namen Ahi, das aus dem Hawaiischen stammt und für eine ganze Speisengattung stellvertretend ist (Ahi Poke). 
Die zweite Rückenflosse und die Afterflosse sind beide strahlend gelb, woher der Thunfisch seinen Namen erhielt. Die Farben des Körpers gehen von metallisch-blau am Rücken ins silberne auf dem Bauch über. Auf dem Bauch befinden sich zudem 20 schräg-vertikale Linien.
Er wird bis zu 240 Zentimeter lang und 200 Kilogramm schwer.
Der Gelbflossen-Thun gruppiert sich gerne mit anderen Fischen derselben Größe, auch anderen Thunfischarten. Größere Exemplare wurden auch mit Delfinen, Schweinswalen und Walhaien beobachtet. Die Nahrung des Gelbflossen-Thun besteht aus anderen Fischen, Krebstieren und Kalmaren.
In der kommerziellen Fischerei wird der Gelbflossen-Thun mit Ringwaden und Langleinen gefangen. Er wird dann größtenteils gefroren oder in Dosen verpackt verkauft. 
Der Gelbflossen-Thun ist auch bei Sportfischern wegen seiner Schnelligkeit und Größe beliebt.

## Gefährdungssituation
Die Weltnaturschutzunion IUCN führt den Gelbflossen-Thun in der Roten Liste gefährdeter Arten und stellt ihn als nicht gefährdet (Least Concern) dar.